# Брентано, Луйо
Людвиг Иосиф «Лу́йо» Брента́но (нем. Ludwig Joseph "Lujo"  Brentano; 1844—1931) — немецкий экономист, реформатор, представитель катедер-социализма и «новой исторической школы» в экономике, университетский профессор в ряде германских городов. Член-корреспондент Петербургской Академии наук (1895).

## Биография
Родился в католической семье. Отец — католический писатель и публицист Кристиан Брентано, брат поэта Клеменса Брентано. Мать — Эмилия Брентано. Старший брат — философ и психолог Франц Брентано.
Посещал гимназии в Аугсбурге и Ашафенбурге и в 1861 году отправился в Дублин, где в течение года слушал лекции при университете; затем посвятил себя изучению политической экономии, юриспруденции и истории в Гейдельберге, Мюнхене, Вюрцбурге и Геттингене и в течение года состоял членом статистической семинарии в Берлине, директором которой был Энгель. Последнего Брентано сопровождал в его научном путешествии в Англию, где имел случай познакомиться с положением английских рабочих и особенно с рабочими союзами. Плодом этой поездки стало его сочинение: «Die Arbeitergilden der Gegenwart» (2 т. Лейпциг, 1871—72 г.).
Сделавшись в 1871 году приват-доцентом в Берлинском университете, он в 1872 году вновь отправился в Англию. В том же году он получил приглашение занять в качестве экстраординарного профессора кафедру политических наук в Бреслау, где в 1873 году был выбран ординарным профессором.
Для осуществления социально-экономических реформ совместно с А. Вагнером и Г. Шмоллером в 1872 году организовал «Союз социальной политики».
В начале Первой мировой войны подписал националистический «манифест девяносто трёх». После Ноябрьской революции на протяжении нескольких дней в декабре 1918 года был народным комиссаром торговли в баварском правительстве социалиста Курта Эйснера.

## Научные взгляды
Брентано описывал возможность социального равенства и классового мира при капитализме, выступал за реформирование профсоюзов и фабричного законодательства, отстаивал «закон убывающего плодородия почвы» и теорию устойчивости мелкого хозяйства в земледелии, защищал монополии.
Брентано утверждал, что технический прогресс — основа социального. Развитие капиталистического хозяйства только на первых порах ведет к ухудшению положения рабочих, но последующие шаги капитализма сопровождаются ростом заработной платы, сокращением рабочего дня и улучшением жизни рабочего класса. Интересы предпринимателей не страдают от этого, так как высокая заработная плата и короткий рабочий день повышают производительность труда. Этим объясняется то, что на мировом рынке побеждают страны с лучше оплачиваемыми рабочими. В противоположность взгляду Рикардо, что выгода рабочих — убыток капиталистов, Брентано утверждал, что выгоды обоих конфликтующих классов, в конце концов, совпадают.

## Сочинения
- Причины экономического расстройства в Европе. (К морфологии народного хозяйства). Речь, сказанная при вступлении в Лейпцигский университет 27 апреля 1889 г. — СПб, 1896. — 48 с.
- Об отношении заработной платы и рабочего времени к производительности труда. — СПБ, 1895.
- Профессиональные организации рабочих. — СПб., 1904. — 57 с.
- Этика и народное хозяйство в истории = Ethik und Volkswirtschaft in der Geschichte (1901). — СПб., 1906.
- Опыт теории потребностей. — Казань. — 1921. — 76 с.
- Аграрная политика, М.— Л., 1929. — 300 с.
- История хозяйственного развития Англии в 3-х томах, в 4-х книгах. = Eine Geschichte der wirtschaftlichen Entwicklung Englands. — Государственное издательство Москва—Ленинград, 1930.
- «Моя жизнь в борьбе за социальное развитие в Германии» (Mein Leben im Kampf um die soziale Entwicklung Deutschlands, 1931)
- Народное хозяйство Византии = Die Byzantinische Volkswirtschaft. — Красанд, 2011. — 67 с. — ISBN 978-5-396-00281-4.